# الملك لير
الملك لير مسرحية تراجيدية لويليام شكسبير تتكون من خمسة فصول، كتبت في 1605 ونشرت في 1608. قدمت على المسرح لأول مرة سنة 1606. تدور احداث القصة في بريطانيا القديمة، حيث يقرر الملك المسن لير التخلي عن ملكه وتقسيم مملكته على بناته الثلاث، كورديليا، ريغان، وغونريل. تتمثل خطة لير في وهبه لأكبر مساحة من مملكته لابنته الأكثر حبا له وهي ابنته الصغرى كورديليا. الا ان غونريل وريغان، الفاسدتين والمخادعتين، تكذبان على والدهما بطريقة عاطفية ساخرة ومبالغ فيها. كورديليا ترفض الانخراط في لعبة لير، وترد ببساطة على أنها تحبه كابنته لا اقل ولا أكثر. ردها الباهت، على الرغم من صدقها، يغضب الملك لير ويجعله يتخلى عن ابنته كورديليا تمامًا. يحاول إيرل كنت، صديق لير العزيز، التحدث نيابة عن كورديليا والتدخل لمصالحة لير مع ابنته، ويتم نفيه من المملكة.
الشقيقتان الأكبر سنا تخونان ثقة الملك لير وتتخليان عن وعدهما لوالدهما بدعمه. هذا دفع الملك إلى الجنون. يساعده إيرل كنت، الذي، رغم نفيه من المملكة بسبب دعمه كورديليا، يبقى في بريطانيا متنكرا في زي أتباع مخلصين للملك. كورديليا التي تزوجت من ملك فرنسا ، مُلزمة بغزو بلدها الأصلي بجيش فرنسي من أجل إنقاذ والدها المهمل. يتم إحضارها إلى لير لتهتم به، وتساعده على استعادة عقله وهيبته. عندما يهزم جيشها، يتم احتجازها هي ووالدها واصدار أمر اعدامها.
بناء على مصدر من المجلس الوطني للثقافة والفنون والآداب، الطبعة الثانية من مسرحية الملك ليرـ من ترجمة محمد مصطفى بدوي فان المسرحية ليست قصّة عقوق الأولاد وكفرهم وجحودهم وحماقة الآباء وخرقهم وغفلتهم الثقة في غير أهلها فحسب، وليست قصة الوحشية التي لا يدانيها في قسوتها قسوة، وقصة المبصر الأعمى والأعمى البصير أو العقل المجنون والمجنون العاقل فحسب. إنها تلك الامور كلها وعشرات مثلها من المواضيع الأدبية التي يعالجها شكسبير درامياً في مسرحية تعتبر واحدة من أخصب تراجيدياته.
استمد شكسبير الحبكة من كتاب هولنشد عن تاريخ إنجلترا، اقتبس الحبكة الثانوية من ما رواه سبنسر في ملحمته الشعرية «ملكة الجان». وضعها النقاد على قمة ما كتب شكسبير باعتبارها تنتمي إلى العصر الحديث أو تحمل بذور الحداثة ترجمت المسرحية لأكثر من لغة، وترجمها للغة العربية : د.محمودعياد، د.فاطمة موسى، جبرا إبراهيم جبرا.

## الشخصيات
| - لير - ملك بريطانيا - إيرل غلوستر- وزير الملك لير - إيرل كنت - وزير الملك لير متنكرا في وقت لاحق باسم كايوس - مهرج القصر أو البهلول - فنان هزلي غرضه ترفيه واضحاك الملك لير - إدغار - ابن جلوستر الأول المولد - إدموند - ابن غلوستر غير الشرعي - غونريل - الابنة الكبرى لير - ريغان - ابنة لير الثانية - كورديليا - ابنة لير الأصغر | - دوق ألباني - زوج غونريل - دوق كورنوال - زوج ريجان - الرجل النبيل – أحد النبلاء المخلصين للملك لير - أوزوالد - مضيف غونريل المخلص - ملك فرنسا - الخاطب والزوج في وقت لاحق إلى كورديليا - دوق بورغوندي - الخاطب لكورديليا - رجل يبلغ من العمر - المستأجر من غلوستر - كوران - أحد رجال الحاشية الملكية |

### وصف الشخصيات للملك لير

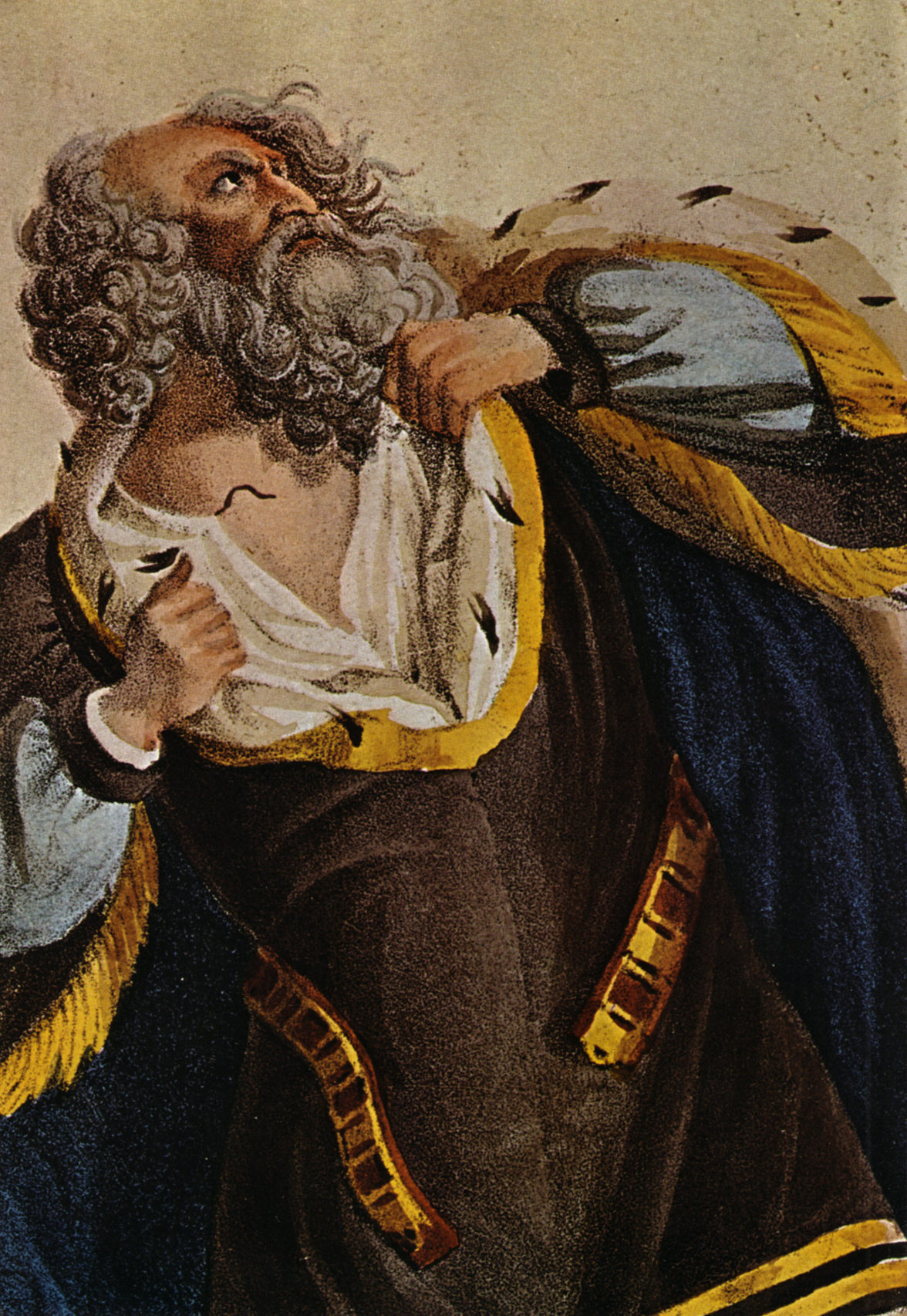
لوحة لشخصية الملك لير رسمها فنان مجهول

الملك لير : أظهر شكسبير الملك على أنه إنسان لديه الشهوة لأن يكون محط إعجاب الآخرين حتى عند ابنتيه، فهو يرفض الحقيقة، لأن الإنسان بطبيعته يتهرب من الحقيقة المؤلمة ؛ لذلك حرم ابنته الصغرى من ميراثها عندما أخبرته بأنها ستحبه ؛ لأنه والدها، وتحب زوجها، بينما كافأ ابنتيه اللتين خدعتاه بالكلمات المعسولة وضللتاه بحبهما الزائف والتملق الخادع، لذلك وقع ضحية الطمع الذي كان يعشش في صدري صهريه، ويخطئ من يحكم على المظاهر وينخدع، وأنه عمل على تجزئة الملك وتفتيته، فهو ينظر إلى مملكته على أنّها إقطاعية خاضعة لأملاكه، وما جرى قصر نظر منه، وكانت نهاية الملك لير أنّه قد تمكن من الهرب من رقابة فرسان قلعة دوفر، ومن همِّ الأختين وانطلق يغدو في الحقول المجاورة وهو في حالة جنون مؤسفة وذعر، كان يغنى بأعلى صوته أغاني لا معنى لها، يسير كالمجنون، ويضع على رأسه تاجا من القش، وفي النهاية يموت كسيفا طريدا ذليلا مريضا والبرد يقض مضاجعه والهمّ يفتك بأوصاله.
ريغان زوجة الدوق كورو وجونريال زوجة الدوق الباني (ابنتا الملك لير الوسطى والكبرى) : لقد عالج الكاتب شكسبير التناقضات الإنسانية بعيوبها كلها، من خلال ابنتي الملك لير، اللتين تآمرتا على خلع الملك ؛ليأخذ الصهران دورهما في الملك، والابنة الكبرى جونريل تتفنن في تعذيب والدها وتسلبه كل ما كان يحرسه من فرسان، وعندما عزم الملك الرحيل من عندها إلى أختها الوسطى ترسل رسالة إلى أختها، تطلب منها ألا تستقبل أباها ومعه كل هؤلاء الفرسان، تتآمر الأختان على إذلال الملك، الذي يخرج في البرد القارص والفقر المدقع ذليلا إلى الجبال، ولم يكتفِ الكاتب بهذه الصورة البشعة للنفس الإنسانية الجشعة، بل أظهر الفتاتين على أنهما خائنتان لزوجيهما، فكل واحدة كانت تخون زوجها مع قائد الجيش ادموند، فهو متزوج من ريغان سراً، وله علاقة مع الأخت الكبرى، وتقول الدكتورة جانيت ديلون (أستاذة الأدب الإنجليزي في جامعتي اكسفورد وريدنغ) ما يلي: ((يقيم ادموند علاقات جنسية مع كلتا الأختين، وهي نقيض رابطة الزواج، ولكنها ترينا أيضا زيف الولاء الظاهري من الأخت لأختها، هذا الولاء الذي ينهك بخفة من أجل ادموند، إلى الحد الذي نجد غونريل عنده تدس السم لأختها ريغن))، شكسبير والإنسان المستوحد، ص 180 وعدها تنتحر. وبالتالي هاتان الفتاتان لم تكونا على ولاء تام لزوجيهما، بل على العكس كانتا تعملان على إشباع نزوتيهما مع رجل آخر، وربما هذا كان تلميحاً من شكسبير على أن الظروف هي التي جعلت الفتاتين تخونان زوجيهما عندما زوجهما الملك من رجلين مقربين منه ومكروهين بالنسبة للفتاتين.
الملكة كورديليا (الابنة الصغرى للملك لير): إنها الوحيدة المخلصة في حبها له ؛ لأنها لم تكن تطمع بالمال والملك، وتبرز الجانب الإنساني في الفتاة الصغيرة التي أثبتت أنها مخلصة في حبها لأبيها وزوجها معاً، والدليل على ذلك موتها في سبيل حرية أبيها، وأنّها فقدت قوة المنطق لإقناع والدها بمبتغاها.
لكنها ودودة لوالدها، عندما سمعت بمعاناته من قبل أختيها، وأقنعت زوجها ملك فرنسا بإرسال جيش لإنقاذ أبيها، ولكن الجيش الفرنسي يخسر، وتقع هي وأبوها في قبضة قائد الجيش الإنكليزي « ادوموند » وبعد هذه الأحداث يظهر الباني زوجة الابنة الكبرى ويكشف بأن ادموند يخونه مع زوجته، بالإضافة إلى أن ادموند متزوج من ريغان سراً، وهو متآمر فيخرج من بين الجموع أخو ادموند من أبيه فيقتل ادموند، وقبل أن يموت يعترف أنه أمر حراسه أن يقتلوا الملك لير وابنته الصغيرة، ثم يكشف لنا الكاتب بشاعة النفس الإنسانية في شخصية الابنة الكبرى التي تخون زوجها وكيف انها تتآمر على قتله، ثم ينكشف الأمر بأن الأختين تتنافسان على الفوز بقلب ادموند، فتكون النهاية بأ ن تدس جونريال السم لأختها ريغان فتموت ثم تنتحر جونريال.
ايرل: يمثل النبيل المخلص لسيده ومبادئه
بعد أن هدأت العاصفة اصطحب النبيل المخلص ايرل كنت الملك لير إلى قلعة دوفر، وطلب من بعض الفرسان الذين ما زالوا مخلصين للملك ويحتفظون بولائهم له أن يقوموا برعاية الملك بدلا منه ؛ لأنه سيقوم برحلة قصيرة وكان هدفه من ذلك انقاض الملك، ويمثل النبيل الذي يقف مع الحق، فيصبح خادما بالسر للملك ودون علمه؛ للمحافظة عليه، ويقتل من أجل ذلك في نهاية الأمر.
دوق برجاندى: يمثل النبيل الذي يركض لتحقيق مآربه ومصالحه الشخصية، ويبحث عن الجاه، يلبس ثوب النبل وهو من النبل براءة.، فكان عازما على الزواج من ابنة الملك الصغرى، غير أنّه يعدل عن رأيه عندما تُحرم الصغرى من الميراث.
ملك فرنسا: يمثل النبل والأخلاق، فهو يتزوج ممن كان يحبها الابنة الصغرى، فلم يتخلّ عن حلمه حتى بعد أن حرمت الصغرى من الميراث، وهو وفيّ لزوجته، فعندما طلبت منه الانتصار لوالدها، هبّ وقتل دفاعا عن مبدئه، فينهزم جيشه ويخسر ملكه وزوجته في المعركة..
الدوق كورو وجونريال والدوق الباني: نبيلان يمثلان نموذج الطمع والجشع، وهذا النموذج لا يفهم العواطف، ولا المشاعر الإنسانية، ولا القيم النبيلة، ولا يمتزج معها، فهو وإيّاها في خصام دائم، يظهر السمو والنبل والكرامة وهو منها بريء، هذا النموذج لم يستطع فهم عواطف المرأة وأحاسيسها ومشاعرها الرقيقة، وهي ألصق الناس به، أعمته عن ذلك نوازع النفس البشرية المغرمة بالجاه والتقرب من الحاكم والمنصب وحب الظهور، بأيِّ ثمن كان حتّى على حساب الشرف والعرض ؛ لذلك سعت امرأتا الدوق كورو وجونريال والدوق الباني للبحث عن حضن دافئ حنون، بحثا عن الأمان في غمرة الحياة الضبابية، فوجدتا ضالتها عند قائد الجيش، الذي تزوج الوسطى سرّ ا، ومارس الرذيلة مع الكبرى.
وعندما كبرت الفتاتان جنريل وريجان قامتا بطرد أبوهما من المملكة لذا قررت كردليا أن تساعد أبوها فأرسلت جيش قوى إلى إنجلترا وقامت حرب بين إنجلترا وفرنسا من أجل تحرير الملك لير، بعد ذلك انهزم جيش فرنسا وانتصر جيش إنجلترا فقامت جونريل وأختها ريجان بإلقاء القبض على كردليا والملك وأسرهما في السجن، وعندئذ عرف الملك لير كم تحبه ابنته كردليا، وأن ما قامت به الأختان الأخرتان ماهو إلا تملق من أجل الحصول على العرش، فندم ندما شديداً.

## حبكة المسرحية
تحكى عن لير ملك بريطانيا الأسطوري عاش شبابه فارس من أقوى الفرسان وعندما تقدم به السن قرر تقسيم مملكته بين بناته الثلاث (جنريل) و(ريجان) و(كوردليا) ثم طلب من بناته الثلاث ان يعبرن عن حبهن له فقالت لة جنريل اناحبك متل زبدة البحر وقالت لة ريجان انا احبك كعدد البشر ولكن لم تتملق ابته الثالثة في مدحه كما فعلت الأخوات الكبريات فقالت لة انا احبك مثل الاشخاص الذين يحبون والديهم وبعده غضب عليها لير ظنا منه انها لا تحبه لذلك طردها من مملكته بلا شي ولكن تزوجها ملك فرنسا بقوله انها لا تطمع بشي من المال لذلك هو من سوف يتزوجها.

### الفصل الأول
يفتتح المشهد في قصر الملك لير. حيث تتم محادثة بين إيرل غلوستر وابنه الغير الشرعي إدموند. تتلخص الحبكة الأساسية للمسرحية في تخطيط الملك لير لتقسيم مملكته بين بناته الثلاث. يتعلم الجمهور أيضًا أن لدى غلوستر ولدين، الأكبر هو إدغار ، وهو وريثه الشرعي ، والأصغر ،و الآخر هو إدموند ، و هو ابنه الغير الشرعي ؛ ومع ذلك ، غلوستر يحب كليهما بالتساوي. يستقبل الملك لير بصخب من الأبواق ، و يتبعه أبناؤه - ألباني وكورنوال - وبناته الثلاث - جونريل وريغان وكورديليا. بعد ذلك يعلن لير أنه قام بتقسيم مملكته إلى ثلاثة أجزاء ليتم منحها لبناته وفقًا لما تحدده إعلانات حبهم له. تبدأ ابنته الكبرى غونريل بالتعبير عن حبها له وتقول له على أن الحب الذي تكنه له ليس له حدود. تأتي بعدها ريغان ابنة لير المتوسطة لتقول إن الحب الذي تكنه لأبيها أكبر يتخطى حب غونريل بأضعاف مضاعفة. لما جاء دور كورديليا للتعبير عن عمق حبها لوالدها الملك لير ردت كورديليا على أنها تحبه كما يجب أن تحب الابنة اباها ، لا أقل ولا أكثر. وبررت هذا لوالدها بأنها ستدين بالولاء والحب للزوج عندما تتزوج، وبالتالي لا يمكنها بكل صدق أن تكرس كل حبها لوالدها. يرى لير أن رد كورديليا هو رفض. بدوره ، يتخلى عن كورديليا ، قائلاً إنها ستكون الآن غريبة عليه وعلى قلبه.
بعد ذلك يقرر الملك لير تقسيم مملكته بين غونريل وريغان ، مع إعطاء كل منهما حصص متساوية من المملكة. يتدخل كينت بطلبه من لير إعادة النظر في قراره السريع والمتهور. لكن لير بغضب يطرد كينت لدفاعه عن كورديليا ومواجهته ومناقشة قراره. عند مغادرة كنت ، يدخل ملك فرنسا ودوق بورغوندي ، وكلاهما يريدان الزواج بكورديليا. قيل لهما ان كورديليا لن تتلقى مهرا أو ميراثها من والدها. نتيجة لهذا ينسحب الدوق لأن الزواج بكورديليا بلا مهر لا فائدة منه. في المقابل ، يدعي ملك فرنسا أن كورديليا بالنسبة له هي أجمل جائزة ، حتى بدون نصيبها من مملكة لير ، ويعلن عزمه على الزواج منها. تودع كورديليا أخواتها، وتذهب مع ملك فرنسا. عندما تستفرد جونريل بريغان تكشف الشقيقتان عن خطتهما لتشويه سمعة أبيهما الملك لير.
يدخل إدموند إلى المشهد الواقع بمنزل إيرل غلوستر وهو يتحدث بصوت عالٍ مع نفسه. يسأل إدموند بشكل مجازي الطبيعة والوجود لماذا يرى المجتمع أنه أدنى قيمة من شقيقه إدغار لمجرد أنه ابن غير شرعي. ثم يكشف إدموند عن خطته لإضعاف موقف شقيقه من خلال خداع والده برسالة كاذبة ومزورة حيث يقدمها إليه في هذا المشهد. ينجح إدموند أيضًا في إقناع إدغار بان هدفه هو الحفاظ على سلامته عندما يشير إلى أن إدغار يحمل سلاحًا لحماية نفسه من غضب والده.
يفتتح المشهد الثالث من الفصل الأول في قصر غونريل ودوق ألباني، حيث تقوم غونريل بسؤال أوزوالد عن ما إذا ضربه لير لسخريته من مهرج القصر أوزوالد يؤكد قيامه بهذا ، غونريل تامر بغضب أوزوالد بإبقاء لير منتظراً عندما يحتاج إلى شيء ، وإذا أصبح غير راض عن وضعه فيجب عليه أن يرحل إلى قصر ابنته الوسطى ريغان. غونريل تأمر الخدم بسوء معاملة الملك لير لكي يغادر في أقرب وقت لأنها أصبحت تكره سلوك الفرسان الذين خلقوا اضطرابًا في منزلها. بعد مرور مدة قصيرة على سوء معاملة الملك لير وحاشيته في قصر غونريل يعلن الملك أنه سوف يأخذ معه حاشيته وينتقل إلى قصر ريغان ، حيث يرى أنه سيتلقى من ابنته ريغان استقبالًا أكثر دفئًا.
يتم المشهد الأخير من الفصل الأول خارج قصر غونريل حيث يحضر الملك وكنت الحاشية للمغادرة إلى قصر ابنته ريغان، يظهر على لير الحسرة ومساءلة نفسه والندم على سوء معاملته لكورديليا. لير يعبر عن مخاوفه بخصوص صحته النفسية والعقلية و بعد تجهيز الخيول يشد رحلته إلى قصر ريغان.

### الفصل الثاني
يفتتح المشهد في قلعة غلوستر، إدموند يعبر عن سعادته بزيارة كورنوال لامكانية استغلاله في خطته لتشويه سمعة أخيه ادغار. يشتبك إدموند مع أخيه في معركة مزيفة، مما تسبب في إصابة نفسه عمدا لجذب تعاطف أبيه غلوستر. كرد على هذا يتعهد غلوستر بالعثور على إدجار وتقديمه للعدالة وجعل إدموند وريثه الوحيد. لير وأتباعه يصلون إلى قلعة غلوستر. حيث يحيي كينت الملك لير ، الذي يسأل على الفور عن المسؤول وراء حجز رسوله ويرفض لير الاعتقاد بأن ريجان وكورنوال سوف يسجنان ويذلان شخصًا يعمل مع ابيهما. ترفض ريغان وكورنوال التحدث مع الملك لير ، مدعيتان التعب من رحلتيهما. في آخر مشهد يقدم مهرج القصر البهلول تعليقًا على الأحداث بشكل شاعري.

### الفصل الثالث والرابع

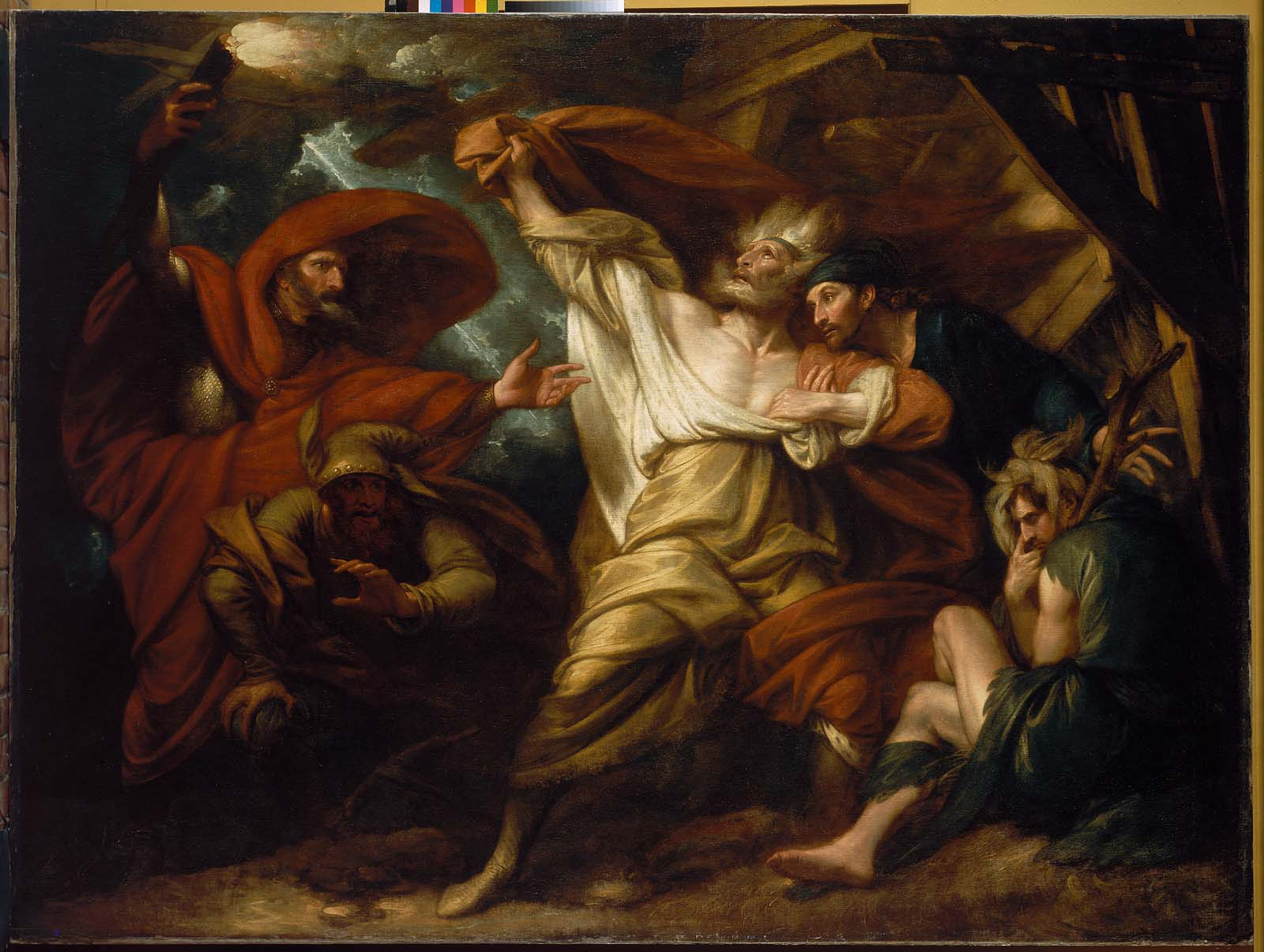
الملك لير وسط العاصفة رسمها الرسام بينجامان ويست

يفتتح هذا الفصل وسط عاصفة قوية، يدرك كينت أن لير ومهرجه أو البهلول في الخارج وسط العاصفة. يستنتج كينت بان ألباني وكورنوال تتظاهران بالود مع أن نواياهما خبيثة. يكتشف كينت أيضًا أن ملك فرنسا قد تم إطلاعه على هذه المعلومات وأنه يتحرك بقوة لتقديم المساعدة للملك لير. كينت يعطي للرسول خاتم يجب تسليمه لكورديليا. هذا الخاتم سيكشف عن نوايا كينت. بعد دلك كينت يبدأ رحلة بحثه عن لير.
يتم آخر مشهد في قلعة غلوستر. حيث يرسل كورنوال رسالة إلى ألباني ، يبلغه فيها بالغزو الذي سيقدم عليه ملك فرنسا وكانت أوامر كورنوال تتمثل في العثور على غلوستر وتقديمه إليه. يتم إخبار إدموند بمرافقة غونريل حتى لا يحضر لعقوبة غلوستر. قبل أن يتمكن إدموند وغونريل من المغادرة ، يدخل أوزوالد في أنباء تفيد بأن غلوستر حذر الملك وساعده في الفرار إلى دوفر. بمجرد دخول غلوستر إلى الخشبة يأمره كورنوال بالجلوس على الكرسي ويصفه بالخائن ويشرع في تعذيبه بقسوة إلى ان يخمد واحدة من عيون غلوستر. عندما يحاول الخادم التوقف عن التعذيب ، تأخذ ريغان سيفها وتقتل الخادم بعد ذلك كورنوال يفقأ عين غلوستر الأخرى. وعندما ينادي الرجل العجوز إدموند طلبًا للمساعدة ، تكشف ريغان أن إدموند هو الذي خان والده. و بهذا ، يدرك غلوستر أخيرًا أنه أساء تقدير إدغار.
يفتتح هذا الفصل بقيادة رجل مسن لغلوستر الأعمى وهو أحد مستأجريه. يلوم الاعمى المريض نفسه لتعامله مع ابنه إدغار بشكل سيئ ويتمنى فرصة لمس ابنه مرة أخرى ، لأنه لم يعد قادرًا على رؤيته. يسترجع غلوستر ذكرى صوت إدغار ويتذكر ليلة العاصفة. في فعل إنساني ، يرسل غلوستر مستأجره لاحضار بعض الملابس لتغطية متسول بيدلام. يشعر جلوستر بالقلق من احتمال أن يقلق راحة الرجل العجوز بسبب إعطائه المساعدة ، لذا فهو يطرده ويطلب من توم المستأجر أن يكون دليله لدوفر ، حيث يبحث عن أعلى جرف. يوافق توم على اصطحابه إلى الهاوية.
يتم هذا المشهد خارج قصر الدوق ألباني مباشرةً ، حيث يتواجد غونريل وإدموند. يدخل أوزوالد بأنباء تفيد بأن ألباني تغير. ألباني كان سعيدًا لمعرفة الغزو المقترح من قبل فرنسا واستاء عندما علم أن جلوستر قد حل محل ابنه الأصغر إدموند ، الذي خان والده. مع هذا الإعلان ، تتولى غونريل قيادة قواتها وتطلب من إدموند العودة إلى كورنوال أثناء تعاملها مع ألباني. يدخل ألباني ويتهم غونريل بغضب أنها ابنة غير طبيعية ووحشية. كما يتهم غونريل وريغان بأنهما مثل النمور في قسوتهما ، و هما اللتان هاجمتا والدهما المسن. يدخل رسول ليعلن أن كورنوال توفي متأثرا بجراحه التي أصيب بها بعد تعديات غلوستر. ألباني مذعور من أنباء تعذيب غلوستر يدعو موت كورنوال إلى العدالة الإلهية. ألباني يتعهد بالانتقام من إدموند لتركه غلوستر تحت رحمة كورنوال.
يتم المشهد الأخير في خيمة للمعسكر الفرنسي. تعرب كورديليا عن امتنانها لكينت للخدمات التي قدمها. في غضون لحظات ، يتم إحضار لير نائما إلى الخيمة ، حيث ترحب به كورديليا بلطف مميز. و مع عودة حواسه ، يسأل الملك المشوش إذا كان في فرنسا ، ويؤكد كينت للملك لير أنه في مملكته. خروج لير ، كورديليا ، والطبيب ، تاركين كينت بصحبة رجل نبيل ليناقشا التطورات العسكرية الأخيرة.

### الفصل الخامس
يتم هذا المشهد الأول بتواجد ريغان ، إدموند ، وأفراد من جيشهم يجتمعون في المعسكر البريطاني بالقرب من دوفر. تسأل ريغان إدموند عن مشاعره تجاه غونريل ويعدها هو بأنه لن يكون حبيبا لأختها تحت اية ظروف. تدخل غونريل وألباني ويقول ألباني أنه يعتزم الدفاع عن المملكة ضد الغزاة الفرنسيين. وتضيف غونريل أن هذا النزاع ليس شجارا داخليا، ولكنه دفاع ضد عدو خارجي.
إدغار المتنكر في زي توم الفقير يظهر ويقوم بتسليم ألباني الرسالة التي أزالها من جسد أوزوالد ، و هي نفس الرسالة التي كتبتها غونريل والتي تأمر فيها إدموند بقتل زوجها. يغادر إدغار ، ويدخل إدموند بأنباء تفيد بأن القوات الفرنسية قريبة.

تتم أحداث المشهد الثاني في حقل يتموقع بين المعسكرات البريطانية والفرنسية. إدغار يدخل ، يبحث عن مكان آمن لغلوستر لانتظار نهاية الصراع. بعد اطمئنانه عليه ووضعه في مكان آمن يتم سماع أصوات المعركة الرهيبة. بعد لحظات معدودة ، عاد إدغار وأمر غلوستر بمرافقته إلى مكان أكثر أمانًا لأن قوات لير قد خسرت المعركة ، وتم أسر الملك لير وابنته كورديليا. يتم المشهد الأخير في المعسكر البريطاني بالقرب من دوفر. حيث يتم اقتياد الملك لير وكورديليا من طرف إدموند إلى السجن. يقدم إدموند مذكرة إلى أحد الضباط ويأمره باتباع التعليمات فورا وبشكل قطعي. بعد ذلك، ينضم ألباني وغونريل وريغان إلى إدموند. فيطالب ألباني بتسليم السجينين إليه. يقاوم إدموند ، بحجة أن لير وكورديليا سيبقيان في مكان آمن حتى لا يقسم حضورهما ولاء الجنود. ألباني يأمر إدموند وغونريل بالقبض على ادموند بتهمة الخيانة. 
يطلب ألباني من الحاضرين إذا كان من بينهم رجل مستعد لدعم التهم الموجهة ضد إدموند. يدخل إدغار ، وعلى الرغم من أنه لم يحدد هويته ، إلا أنه يؤكد لألباني أنه نبيل مثل إدموند. بهذا البيان ، يشرع الاخوة في القتال ، ويسقط إدموند. عندما تعلن غونريل أن إدموند تعرض للخيانة ، يكشف ألباني عن الرسالة التي اكدت صحتها هي الأخرى بعدها تهرب غونريل بسرعة. يعترف إدموند بأن التهم الموجهة إليه دقيقة وكاملة الصحة بعدها يكشف إدغار عن هويته ويخبر أخاه بالأحداث الأخيرة ، بما في ذلك الأخبار أنه بعد الكشف عن هويته لأبيه ، توفي غلوستر على الفور. تقارير ادموند اكدت أيضا أن كينت كان في تمويه ، بعد أن كان وثيق بما فيه الكفاية ووليا ملكه خلال الفترة الأخيرة.
يدخل رجل نبيل فيخبرهم أن غونريل قتلت نفسها ، بعد أن تسببت في تسمم اختها ريغان ، التي ماتت أيضا. عندما يكتشف ألباني خطة غونريل لقتل كل من لير وكورديليا ، يأمر أحد الضباط بالتدخل ، ولكن بعد فوات الأوان. لير يدخل وهو حامل ابنته كورديليا ميتة بين ذراعيه. في نهاية المشهد الأخير من هذا الفصل يستنتج ألباني أن لير هو الملك الشرعي وسيخدمه رعاياه المخلصين ، ولكن في غضون لحظات ، يموت الملك لير ويغطي جسده جثة ابنته الصغرى. يبلغ ألباني كينت وإدغار بأنه يتعين عليهما الآن حكم المملكة معا ، لكن كينت يرد بأنه سيلقى حتفه قريبا. و بهذا يستهل إدغار الحديث عن الثقل المحزن لهذه الأحداث ، والتي يجب على الجميع تحملها الآن.

## السياق التاريخي
مسرحية الملك لير ليست مستوحاة من حاكم عاصره شكسبير ، ولكنها مستوحاة من أسطورة ملك قديم ، لير من بريطانيا Brythonic figure Leir of Britain، الذي قيل أنه عاش في القرن الثامن قبل الميلاد، وفقًا لتاريخ القرن الثاني عشر الميلادي.
استلهم شكسبير فكرة كتابة مسرحيته الملك لير من عدة مؤلفات قديمة أهمها الإصدار الثاني من كتاب سجلات إنجلترا واسكتلندا وايرلندا Holinshed's Chronicles, وهو عمل تشاركي يحمل في طياته وصف مستفيض لتاريخ انجلترا هذا العمل مشهور بعنوان Holinshed's Chronicles of England, Scotland, and Ireland بقلم رافائيل هولنشيد Raphael Holinched الذي تم نشره في 1587. يمكن اعتبار مسرحية الملك لير كجزء من القصص الشعبية الرائجة، فقصة المسرحية قريبة من القصة الشعبية حب كالملح folk tale, Love Like Salt، ففي القصتين البنت الأصغر ترفض المساومة والمبالغة في حبها لأبيها ولكنه لا يرضى بذلك.

## الأفكار الأساسية ومحفزاتها
تشترك غالبية مآسي شكسبير التاريخية في قضية سياسية كبرى وجوهرية ألا وهي الصراع على العرش، موت الملك الشرعي و تتويج ملك آخر. لكن الأمر لا ينتهي عند هذا الحد فالأمر يعيد نفسه مرارا وتكرارا وينتهي بعودة الملك للعرش بشكل تراجيدي.
يستعرض شكسبير في مسرحية الملك لير عبقريته وقدرته على إبداع واحدة من احسن الأعمال الإنسانية الخالدة حتى أنه تم تشبيهها بأعمال باخ وبيتهوفن الخالدة. يرى الناقد المسرحي برادلي على انها استعراض للضعف الإنساني الذي يتمثل في الازدواج التمثيلي نظرا لعدد الشخصيات المهمة في المسرحية. تتمثل عظمة هذا العمل الدرامي في الانطباع الذي تتركه لدى المتفرج، فهي تعطي الشعور باتساع الافق، نظرا لكثرة الالام في المسرحية فهي تعطينا فرصة للإحساس بمعاناة الجنس البشري أجمع.
الملك لير رؤية مأساوية للإنسانية في تعقيدها، تفاعلاته مع الشخصيات، هدفه، وتطوره المأساوي. المسرحية صورة مصغرة للجنس البشري في العرض والعمق، آفاق غامضة التي تكشف هذه المسرحية. السمات الاساسية التي تتضمنها المسرحية هي: القلق، القسوة، الرؤية المأساوية، الوفاء، الخيانة، الخداع، الطمع، الحب، والتعاطف. و بهذا فيلاحظ ان شكسبير نجح في نسج رائعة من الروائع وعالم مصغر يظهر فيه معدن الإنسان بشكل عام.

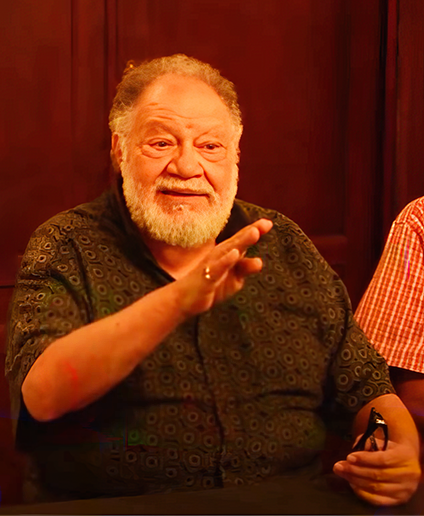
يحيى الفخراني بطل مسرحية الملك لير في مصر

## التراجيديا في الملك لير
تعتبر شخصية الملك لير من الأكثر الشخصيات الاستثنائية في تاريخ الأدب الإنجليزي. فتعقيدات هذه الشخصية المركبة نفسيا، القوية، غير المتوقعة، والهشة في نفس الوقت اعطتنا واحدة من اقوى التراجيديات في التاريخ. مسرحية الملك لير لا تدور حول ملك وعالمه المنقسم فقط، ولكنها أيضًا عن أب وممتلكاته وبناته الثلاث. تعتبر مسرحية الملك لير من أقوى التراجيديات التي أبدعها شكسبير، سقوط وانهيار الملك لير كان لأسباب داخلية وقرارات شخصية أهمها تقسيم المملكة على بناته الثلاث. فمن بداية المسرحية تلاحظ سمات التسرع، والرعونة، التدمير الذاتي، وضعف الترابط الأسري ونتج عن هذا حرب، فوضى، ونهاية مأساوية. لير كشخصية رئيسية قريب من الله الممثل في الإنجيل القديم، فهو غاضب من خلقه لأنهم خذلوه ونادم على خلقه لهم. بغضب وجنون وخيبة الأمل يتخلى عنهم وعن نفسه ومسؤوليته. لما تصل المسرحية إلى نهايتها وسط صور للتقسيم والتكسير والانفجار تنتهي الخلافات بين العائلات والخلاف بين الممالك في النهاية بتمزيق القلوب. قلوب غلوستر ، كنت ، ولير انهارت واحدًا تلو الآخر في لحظة تجدد الوحدة. فغلوستر يموت في لحظة لم الشمل مع ابنه، ويموت لير لينضم إلى كورديليا. واخيرا كينت ينضم إلى لير. في النهاية، شخصيات المسرحية يحققون نوعًا معينا من الوحدة في مأساوية مصيرهم.

## تاريخ نص المسرحية

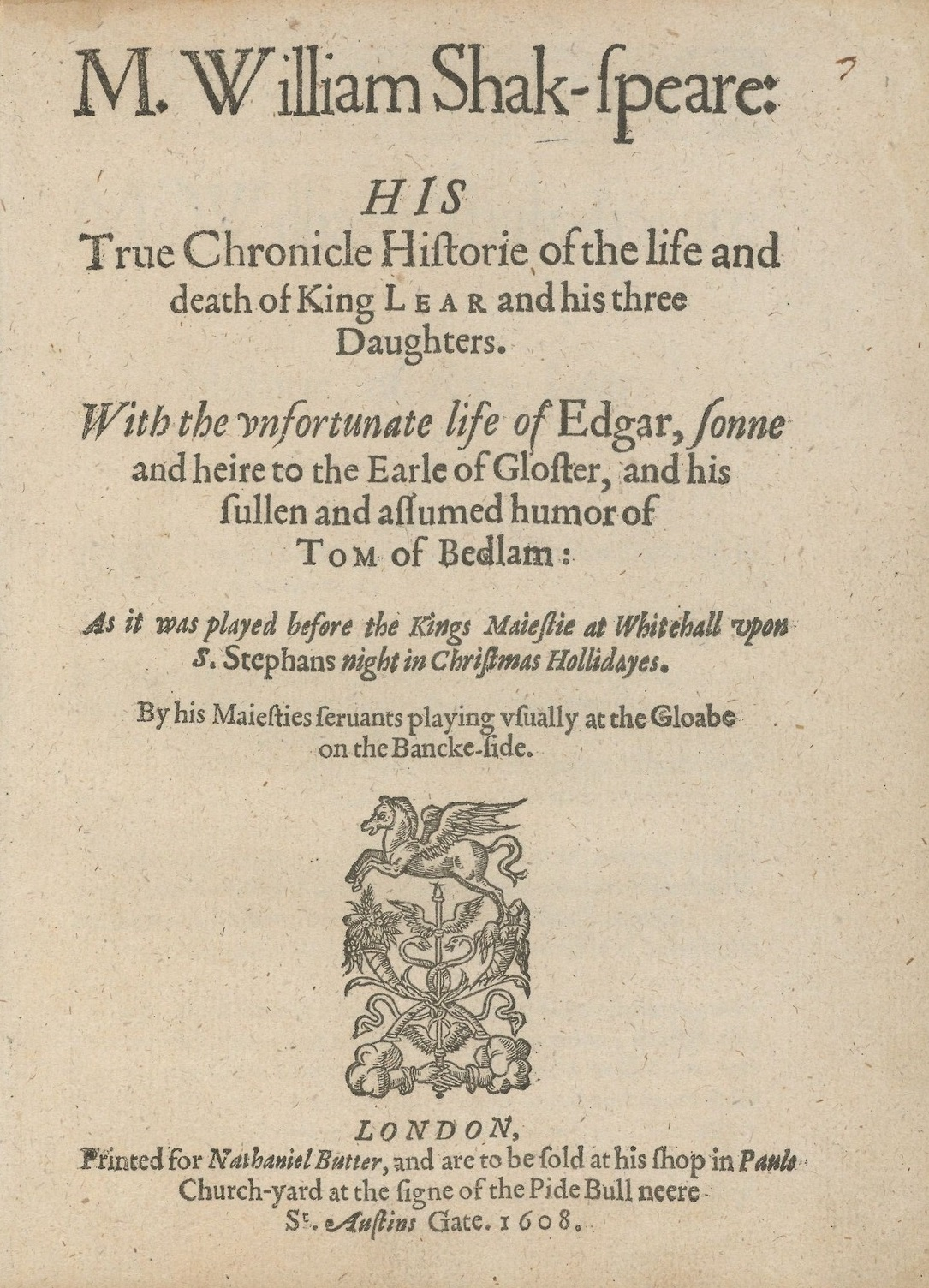
الصفحة الأولى من الإصدار الأول The First Quarto لمسرحية الملك
لير1608

النسخة المعروفة باسم الربع الأول The First Quarto or Q1 هي أول إصدار تم نشره لمسرحية الملك لير سنة 1608، من خلال ملاحظة الصفحة الأولى من هذا الإصدار يمكن ان نستنتج ان هذه المسرحية تحمل في طياتها واجبات الملك وادواره و ستلعب امام انظار الملك جيمس King James. هذا الربع الأول يمكن ان يعتبر كمسودات عمل شكسبير و لعب ونشر هذه المسرحية تم بموافقة شكسبير و رجال الملك.
الورقة الأولى أو The First Folio or F1 هو أول عمل يضم 36 مسرحية شكسبيرية، بعد سبع سنوات من موت شكسبير تم تجميع المسرحيات ونشرها بشكل موحد في F1 سنة 1623. قام بتنسيق النص F1 اثنان من زملاء وأصدقاء شكسبير ، جون هيمنج John Heminge وهنري كونديل Henry Condell ، الذي قام بتحريره وأشرف على الطباعة. تمت طباعة حوالي 750 ورقة أولية First Folio يتبقى منها 233 في يومنا هذا منتشرة في جميع أنحاء العالم وتمتلك The British Library المكتبة البريطانية 5 نسخ منهم.

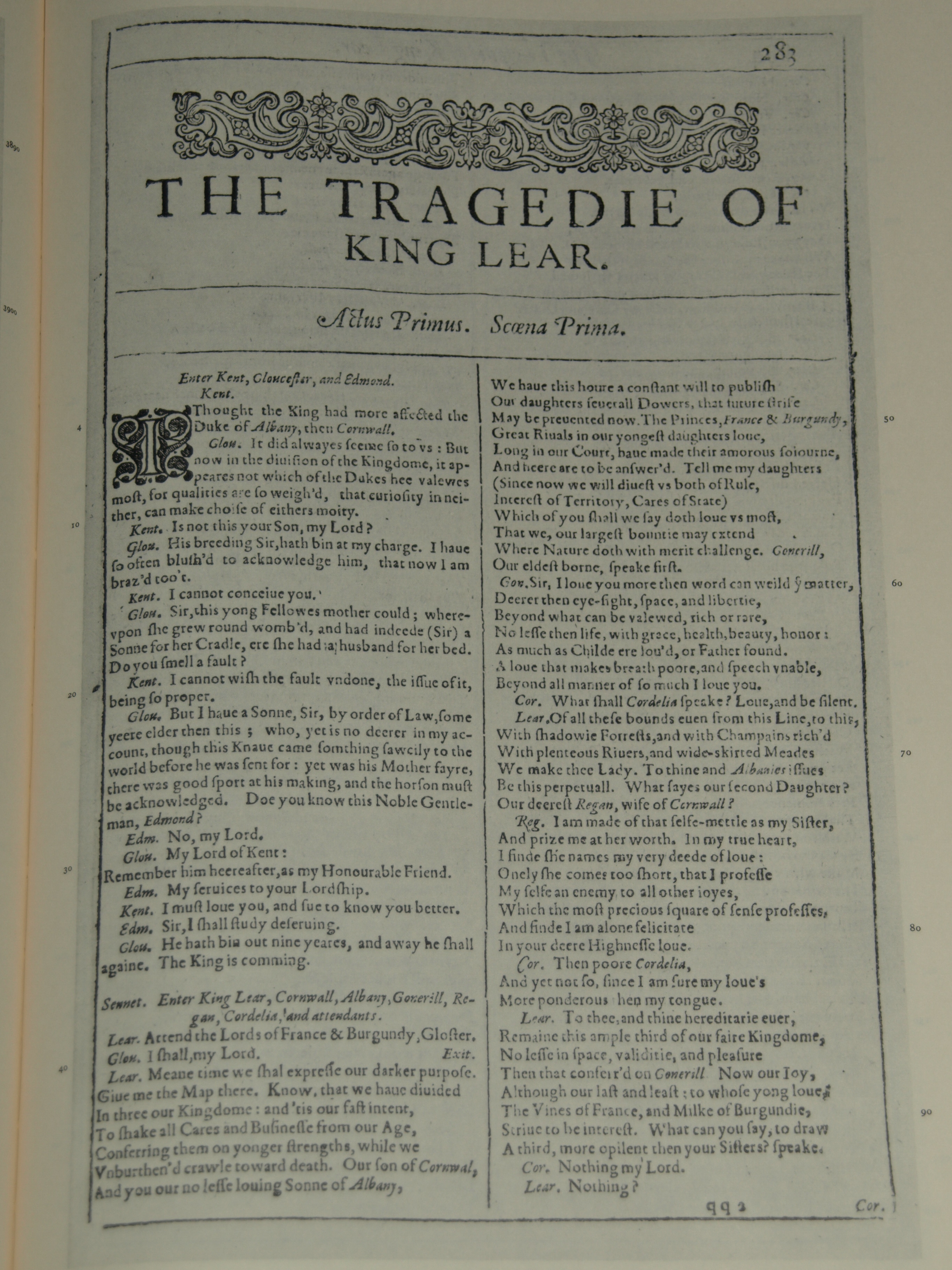
الصفحة الأولى لمسرحية الملك لير The First Folio و أول ورقة من مجموعة مسرحيات شكسبير 1623

هناك اختلافات كبيرة في مسرحية الملك لير بين نسخة الورقة الأولى أو The First Folio or F1 و نسخة الربع الأول The First Quarto or Q1 ، أهم هذه الاختلافات على سبيل المثال ، ظهور التجربة الوهمية فقط في إصدارات الربع الرابع The First Quarto وعدم مجيء أي شخص لمساعدة جلوستر عندما يكون مصابًا بالعمى في The First Folio الورقة الأولى ،لكن كل إصدار منهما يكمل الآخر، على مدار قرنين، قام المحررين بدمج الاثنين لتشكيل نص واحد ، وهو الأساسي لجميع الإنتاجات الحديثة لمسرحية الملك لير.
واحد من الاصدارات الأخرى التي تم نشرها هو تاريخ الملك لير تراجيديا The History of King Lear من طرف ناهوم تايت Nahum Tate . في هذه النسخة قام تايت بإعطاء المسرحية نهاية سعيدة فقد قام بالغاء شخصية البهلول أو مهرج القصر إدغار وكورديليا يقعان في حب بعضهما البعض ولير يتقاعد يبقى على قيد الحياة ويستعيد قواه العقلية. نسخة تايت قريبة من نسخة هولنشيد Holinshed حيث كورديليا وزوجها يعيدان الملك لير للعرش ويحكم لسنتين وتخلفه كورديليا.
اخر إصدار تم نشره هو ملك لير واحد The One King Lear بقلم برايان فيكيرز Sir Brian Vickers سنة 2016، برايان له موقف من إصدارات مسرحية الملك لير و في رأيه هناك ملك لير واحد لا اقل ولا تكثر وهذا ما وضحه باصداره. تعرض هذا الإصدار للكثير من النقد من طرف أكاديميين مرموقين نظرا لحساسية المواضيع التي ناقشها وهاجم فيها الاصدارات القديمة والاراء الاكاديمية التقليدية عن مسرحية الملك لير.

## تمثيلها على المسرح العربي
يقول النقاد أن مسرحية الملك لير تقرأ ولا تمثل، كناية عن صعوبة تحويلها إلى عمل مسرحي. إلا إن المخرج المصري أحمد عبد الحليم حولها إلى عمل مسرحي ناجح وشعبي في مصر حيث قدمها على المسرح القومي، مستعيناً بنجومية الممثل يحيى الفخراني وموسيقى راجح داوود وأشعار أحمد فؤاد نجم ومجموعة من الممثلات والممثلين مثل : ريهام عبد الغفور و أحمد سلامة وصفاء الطوخي وعهدي صادق وأشرف عبد الغفور وسلوى محمد علي ومجدي إدريس وإبراهيم الشرقاوي.
وكما يقول مخرج المسرحية فإنها عرضت في مسرح القلعة المفتوح بالقاهرة على جمهور عادي جداً وتخوف الممثلون من عدم تقدير الجمهور للعرض أو عدم فهمه أو عدم التزام الجمهور بتقاليد المسرح، إلا إنهم فوجئوا بهدوء الجمهور فور بدء العرض وتقبلهم له ببساطه.
قدمت أكثر من معالجة لمسرحية الملك لير بمصر. مثالا على هذا هنالك تجربة عرض سمفونية لير، حيث ترجمها الدكتور محمد عناني و أخرجها انتصار عبد الفتاح. اعتمدت هذه المعالجة على الخط الدرامي الاساسي للملك لير وبناته الثلاث فقط. تم حذف الخطوط الدرامية الأخرى والتركيز على الأحداث الهامة ذات صلة مع الشخصيات الرئيسية.
تمت تأدية مسرحية الملك لير من بطولة الشهير يحيى الفخراني في مصر سنة 2001 لأول مرة، شارك معه في تمثيلها فاروق الفيشاوي، ريهام عبد الغفور، رانيا فريد شوقي، هبة مجدى، محمد فراج، نضال الشافعي، أحمد عزمي، محمد فهيم، أحمد فؤاد سليم، ناصر سيف واخراجها تامر كرم. لاقت المسرحية نجاحا كبيرا ولا ولا زالت تؤدى إلى يومنا هدا من طرف هده الفرقة المسرحية المجربة.

## وصلات خارجية
- الملك لير على موقع الموسوعة البريطانية (الإنجليزية)
- نسخة مترجمة لمسرحية الملك لير من قبل مؤسسة هنداوي للتعليم والثقافة